# Euserica mutata
Euserica mutata é uma espécie de insetos coleópteros polífagos pertencente à família Melolonthidae.
A autoridade científica da espécie é Gyllenhal, tendo sido descrita no ano de 1817.
Trata-se de uma espécie presente no território português.